# 杨朝晟
杨朝晟（8世纪—801年7月8日），字叔明，唐朝将领。

## 生平

### 勤王有功
夏州朔方人。最初在朔方军为步军先锋，因功授甘泉府果毅。建中初年，随新任泾原节度使李怀光讨伐据泾州作乱的军将刘文喜，斩获生擒居多，授骠骑大将军，此后升为右先锋兵马使。后淄青节度使李纳结连魏博军进犯徐州，杨朝晟随朔方大将唐朝臣征讨，勇冠三军。建中二年（781年）十一月，朔方军因钱财和军装没送到，军旗和军服都很差，被同行的宣武军嘲笑为乞儿。淄青军与宣武节度使刘洽在七里沟相持，杨朝晟对唐朝臣说：“您用步兵背山列阵等待两军。我用骑兵在山曲埋伏，贼军见我军深入敌方势单力孤，必定相搏。我以伏兵拦腰冲击，必定打败敌军。”唐朝臣采纳了这个计划。魏博将领信都崇庆等果然率二千骑兵过桥西进追击官军，遭伏兵拦腰攻击，信都崇庆等的军队被截断，狼狈而返，据桥抵抗官军。士兵争相过桥，有的不得不涉水而过。杨朝晟指着他们说：“他们可以涉水，我们为什么不涉水！”于是涉水攻击，据桥的敌军都跑了，信都崇庆等的军队大溃。刘洽等乘胜追击，斩首八千级，敌军溺死过半。朔方军士尽得敌军辎重，得到鲜艳华丽的军旗和军服，对宣武军说：“乞儿的功劳和宋军（宣武军军部宋州）谁多？”宣武军人都感到惭愧。唐军乘胜追杀到徐州城下，魏博、淄青军解围而逃，江、淮漕运得通。以功授开府仪同三司、检校太子宾客。
建中四年（783年），唐德宗遭兵变，奔奉天，正在山东讨伐魏博节度使田悦的时任邠宁、朔方节度使、河中尹李怀光返回勤王，以杨朝晟为左厢（一作右厢）兵马使，率千余人下咸阳以抵抗叛首朱泚，加御史中丞，赐实封一百五十户。后李怀光在河中反叛，杨朝晟被其劫持在军中。德宗出奔梁州、洋州，邠宁节度留后韩游瑰退到邠州、宁州。李怀光因本是邠宁节度使，待邠宁军诸城如自己的属城，以党羽张昕总管邠州。张昕自危，因而大肆索取军资，征发士卒和兵车，约定归顺李怀光。杨朝晟父杨怀宾为韩游瑰部将，趁夜以数十骑斩张昕及其同谋，韩游瑰即日派杨怀宾奉表闻奏，德宗召杨怀宾劳问，授杨怀宾兼御史中丞，除授韩游瑰为正式的邠宁节度使。间谍到河中，杨朝晟得知其事，哭着告诉李怀光：“我父亲立功于国，我作为儿子应该被诛戮，不可主兵了。”李怀光于是囚禁了他。朝廷诸军进围河中时，韩游瑰在长春宫扎营，杨怀宾亲自作战。李怀光被平定后，德宗念杨怀宾之忠，让副元帅浑瑊特赦杨朝晟，杨朝晟于是成为韩游瑰的都虞候。当时父子同在一军，都官至开府宾客、御史中丞、封异姓王，军中以为荣。

### 安定地方
贞元四年（788年）七月，德宗诏征韩游瑰入宿卫，以左金吾将军张献甫为检校刑部尚书、兼御史大夫、邠宁庆节度观察使，代任韩游瑰。韩游瑰先前因吐蕃犯边，亲自率军戍守宁州，受代之际趁夜轻骑秘密回京。他部下的将卒素来骄怠，畏惧张献甫治军严厉，衙内千余人趁张献甫还在路上，作乱劫掠，迫使监军杨明义奏请以已出奔到京师的将领范希朝为节度使。杨朝晟最初逃到郊外，军人裴满煽动乱军劫持他，次日，杨朝晟骗乱军说：“你们所请求的事很好，我来道贺。”于是军心稍安。杨朝晟及诸将图谋诛杀首恶者。两三天后，杨朝晟诈称邠州已经来人，与诸将率兵前来，召集乱兵，说：“先前所请不被准，张尚书昨日已入邠州，你们都应该死，我不能尽杀，你们说出为首者的名字归罪于他们，其余不问。”于是众人说出二百余人的名字，斩杀这些人（一作斩杀三百余人）后，事平。杨朝晟率军迎接张献甫到任。德宗提拔范希朝为宁州刺史，为张献甫的副使。张献甫入奏杨朝晟之功，杨朝晟得加御史大夫。
贞元九年（793年）二月，朝廷在盐州建城，征兵以守御边境，杨朝晟奉命统率人马镇守木波堡，灵、武、银、夏、河西等地得以安宁。

### 代任邠宁
贞元十二年（796年）五月，张献甫卒，杨明义请求以杨朝晟权知留后。同月，诏以杨朝晟代任为邠州刺史、邠宁庆节度度支营田观察使。同年，杨朝晟丁母忧，由长孙慥代为邠州刺史；杨朝晟被起复为左金吾大将军同正、邠州刺史，仍加兼御史大夫。
贞元十三年（797年）正月，杨朝晟奏：“方渠、合道、木波都是贼寇的来路，请求筑城以为备。”德宗下诏问需要多少兵，杨朝晟奏称：“臣部下兵自己就能完事，不需要额外的帮助。”诏书又问：“先前筑盐州，共兴师七万才勉强完备，如今在敌人边境筑三城，应该加倍派兵，为什么反而容易了？”杨朝晟说：“盐州筑城是敌虏都知道的。现在臣驻防的地方边境接近敌虏，敌虏料定王师不少于七万（一作十万），敌军也没有聚集，不敢轻易来犯。如果聚集诸道军队大举兴兵，大概一个月才能到，蕃戎也会来犯，那就只能作战，胜负未知，更无暇建城了。我现在请求秘密发出军士，不用十日到塞下，出其不意地建城，不到三十天就能大功告成，敌人来了也不能攻克，只要坚壁清野，城边没有草，敌虏不能久留就走了，我们再积聚粮草、留卒驻守，这是万全之计。”德宗采纳。二月，杨朝晟分兵三路，各筑一城。唐军驻扎在方渠，没有水，军队哗然，军吏说：“方渠没有井，不可以屯军。”判官孟子周说：“承平年代，方渠的居民形成市集，如果无井，何以聚人！”下令挖井。突然有青蛇从高处下来，水随着它爬行的痕迹流过。杨朝晟令筑造防御工事环绕之，于是形成深的甘泉，军人靠它喝够水，杨朝晟将此事画成图上报，诏令设置祠堂，命名此泉为应圣泉。三月，三城建成。四月，杨朝晟军回到马岭，吐蕃才出兵追击，见不能攻克三城，相持数月后退兵。杨朝晟在马岭筑城而回，开地三百里，皆如其所料。
杨朝晟在任内曾署独孤宁为记室，柳宗元曾为此作《送邠宁独孤书记赴辟命序》。
贞元十五年（799年）二月，杨朝晟守孝期满除去丧服，加检校工部尚书。十七年（801年）五月，因防秋移军宁州，染病，十多天后去世。
杨朝晟临终召集僚佐：“我杨朝晟必不能康复了，朔方命帅多出自本军，虽是依照众人的意思，却不合国体。宁州刺史刘南金，练习军旅，应该让他代行军务，且他知晓军事，由他等候朝廷另择节度使必然无虞。”又以亲手写的书信授予监军刘英倩，由刘英倩告诉军队。朝廷任命戍守定平的河中兵马使李朝为新节度使、刘南金为副使，邠宁军也奉诏，但随即因怀疑李朝寀要带麾下军队上任而生变，拥立刘南金为节度使，刘南金拒绝武装抗命，军士又拥戴兵马使高固，又因刘南金受命为副使，担心其阻挠而诱杀之。德宗得知邠宁军情，收回对李朝寀的任命，改任高固。

## 评价
- 《旧唐书》史臣曰：朝晟忠孝权谋。
- 《旧唐书》赞曰：张、路、曲、崔、樊、杨、李、裴，守忠臣之道，皆贤帅之才。[3]